# Katra (ort i Indien, Jammu och Kashmir)
Katra är en ort i Indien.   Den ligger i unionsterritoriet Jammu och Kashmir, i den norra delen av landet, 500 km norr om huvudstaden New Delhi. Katra ligger 868 meter över havet och antalet invånare är 9 106.
Terrängen runt Katra är kuperad åt sydväst, men åt nordost är den bergig. Runt Katra är det ganska tätbefolkat, med 134 invånare per kvadratkilometer. Katra är det största samhället i trakten. Trakten runt Katra består till största delen av jordbruksmark.